# معركة أفدييفكا
معركة أفدييفكا هي معركة عسكرية دارت بين القوات المسلحة الروسية وقوات دونباس الانفصالية من جهة والقوات المسلحة الأوكرانية من جهة أخرى. دار القتال حول بلدة أفدييفكا الواقعة في منطقة دونباس.  بدأ القتال عندما اندلع العنف مرة أخرى في دونباس وفي 21 فبراير، اعتراف الرئيس الروسي فلاديمير بوتين بجمهورية دونيتسك الشعبية،  وبدأ الانفصاليون القتال مرة أخرى مع أوكرانيا. كانت أفدييفكا هي المكان الذي خاضت فيه معركة أفدييفكا السابقة عام 2017، لكنها كانت لا تزال تحت سيطرة القوات الأوكرانية.  في وقت لاحق عندما غزت روسيا أوكرانيا، كانت أفدييفكا واحدة من أولى الأماكن التي تعرضت للهجوم. 

## المعركة
اندلع القتال في 20 فبراير، عندما بدأت القوات الموالية لروسيا القتال مرة أخرى في أفدييفكا.  دخلت قوات دونيتسك المدينة، لكن تم صدها.  في 21 فبراير، أفادت الأنباء أن القوات الروسية كانت تساعد الانفصاليين في أفدييفكا،  لكن روسيا نفت ذلك. عندما بدأت روسيا غزوها لأوكرانيا، كانت أفدييفكا أحد أهدافها الرئيسية. في 13 مارس، قصفت القوات الروسية مصنع كولا أفدييفكا  وأفيد في 25 مارس أن أرتيوم موراخوفسكي، قائد كتيبة آزوف قُتل في أفدييفكا. 
وفي 17 فبراير 2024، أعلنت روسيا، "السيطرة الكاملة" على أفدييفكا في شرق أوكرانيا بعدما أعلنت كييف انسحاب قواتها من هذه المدينة الصناعية التي شكلت مركزا للمعارك منذ أشهر. كما حمَّل الرئيس الأميركي جو بايدن، تقاعس المشرعين الأميركيين مسؤولية سيطرة روسيا على مدينة أفدييفكا بعد أن عرقل الخلاف بين الديمقراطيين والجمهوريين في الكونجرس، إقرار نحو 60 مليار دولار من المساعدات العسكرية التي تحتاجها كييف بشدة.
وقال الرئيس الأوكراني فولوديمير زيلينكسي، إن انسحاب القوات الأوكرانية من أفدييفكا جاء للحفاظ على حياة الأوكرانيين، مضيفًا أن ذلك جاء من أجل تجنب المحاصرين، حيث تقرر الانسحاب إلى خطوط أخرى. كما دعا حلفاءه الغربيين إلى تزويد بلاده بمزيد من المعدات العسكرية لمواجهة روسيا، مشدداً في الوقت نفسه على أهمية الأسلحة بعيدة المدى والقذائف المدفعية.
وفي 18 فبراير 2024، أعلنت وزارة الدفاع الروسية، أن القوات الأوكرانية فقدت أكثر من 1500 جندي أوكراني أثناء سيطرة القوات المسلحة الروسية على مدينة أفدييفكا.